# Arrembécourt
Arrembécourt település Franciaországban, Aube megyében. Lakosainak száma 47 fő (2022. január 1.). Arrembécourt Chavanges, Joncreuil, Margerie-Hancourt és Outines községekkel határos.

## Népesség
A település népességének változása:
| Lakosok száma | 62   | 60   | 49   | 43   | 52   | 52   | 50   | 47   | 46   | 47   |
|               | 1968 | 1982 | 1990 | 2006 | 2013 | 2015 | 2017 | 2019 | 2020 | 2022 |